# Krusenstern (cràter)
Krusenstern és un cràter d'impacte que es troba al centre de l'accidentat terreny de la part sud de la cara visible de la Lluna. Gairebé encaixat en la vora est-sud-est del cràter es troba Apianus. A menys d'un diàmetre del cràter cap al sud-oest apareix el prominent cràter Werner. Krusenstern se situa sobre una gran plana circular que s'estén cap al nord denominada Playfair G. El cràter Playfair se situa al nord-est.

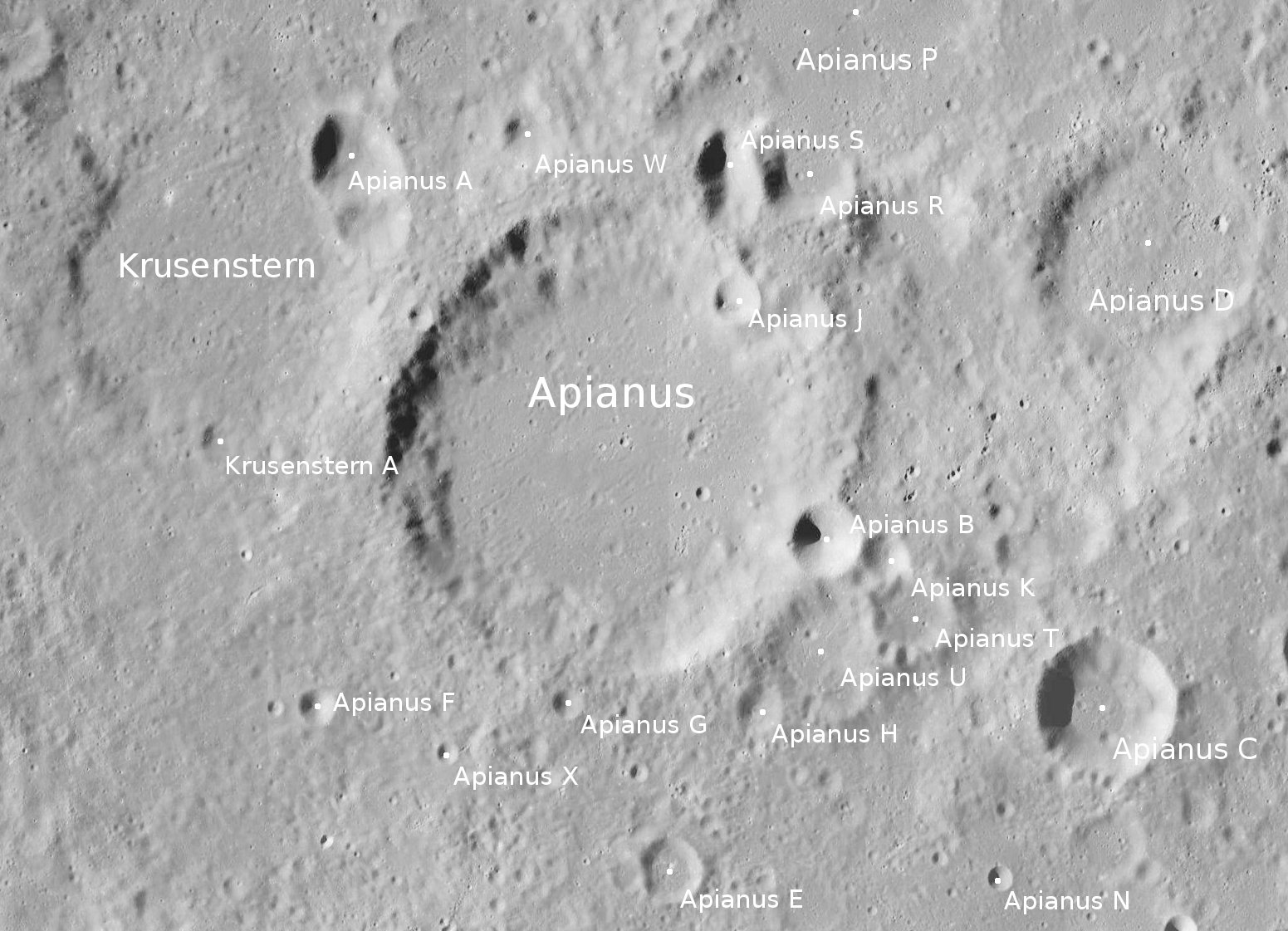
Localització de Krusenstern (quadrant superior esquerre de la imatge). Fotografia de la missió LRO.

Krusenstern té 47 quilòmetres de diàmetre, i les seves parets aconsegueixen una altura de 1600 metres. La seva vora exterior ha estat fortament desgastada per l'erosió de successius impactes, deixant un anell irregular d'elevacions i una paret interior incisa pels citats impactes. Una parella de cràters units que inclou a Krusenstern A, es troba en la vora oriental. El sòl interior de Krusenstern és una planícia gairebé sense trets distintius, únicament marcada per uns pocs petits cràters.
El cràter és de l'època del Període Prenectarià, de fa entre 4550 i 3920 milions d'anys.
Aquest cràter porta el nom d'Adam Johann von Krusenstern, un explorador bàltic-alemany de principis del segle xix al servei de l'Imperi Rus.

## Cràters satèl·lit
Per convenció aquests elements són identificats en els mapes lunars posant la lletra en el costat del punt central del cràter que està més prop de Krusenstern.
|             | \| Krusenstern \| Coordenades \| Diàmetre \| \| ----------- \| ---------------------------------- \| -------- \| \| A \| 26° 54′ S, 5° 54′ E / 26.9°S,5.9°E \| 5 km \| |          |
| Krusenstern | Coordenades | Diàmetre |
| A           | 26° 54′ S, 5° 54′ E / 26.9°S,5.9°E | 5 km     |